# Canistrum
Genre
Classification phylogénétique
Canistrum est un genre de plante de la famille des Bromeliaceae regroupant entre 13 et 22 espèces, endémique aux forêts de l'Atlantique du Brésil.

## Espèces
- Canistrum alagoanum Leme & J.A. Siqueira
- Canistrum ambiguum (Wand. & Leme) Wand. & B.A.Moreira
- Canistrum aurantiacum E. Morren
- Canistrum auratum Leme
- Canistrum camacaense Martinelli & Leme
- Canistrum cyathiforme (Vell.) Mez
- Canistrum flavipetalum Wand.
- Canistrum fosterianum L.B. Smith
- Canistrum fragrans (Linden) Mabb.
- Canistrum giganteum (Baker) L.B.Sm.
- Canistrum guzmanioides Leme
- Canistrum improcerum Leme & J.A. Siqueira
- Canistrum lanigerum H. Luther & Leme
- Canistrum montanum Leme
- Canistrum paulistanum (Leme) Wand. & S.E.Martins
- Canistrum perplexum L.B.Sm.
- Canistrum pickelii (A. Lima & L.B. Smith) Leme & J.A. Siqueira
- Canistrum sandrae Leme
- Canistrum seidelianum W. Weber
- Canistrum superbum (Lindm.) Mez
- Canistrum triangulare L.B. Smith & Reitz